# Singapore Open 1987
Il Singapore Open 1987 è stato un torneo di tennis femminile giocato sul cemento. È stata la 2ª edizione del torneo che fa parte del Virginia Slims World Championship Series 1987. Il torneo si è giocato dal 27 aprile al 3 maggio a Kallang.

## Campionesse

### Singolare femminile
Anne Minter ha battuto in finale  Barbara Gerken con il punteggio di 6–4, 6–1

### Doppio femminile
Anna-Maria Fernández /  Julie Richardson hanno battuto in finale  Barbara Gerken /  Heather Ludloff con il punteggio di 6–1, 6–4